# Chaise-longue Faventia
LaChaise Longue Faventia és una chaise longue dissenyada el 1992 per Josep Lluscà Martínez.

## Història
Arran del projecte Casa Barcelona, patrocinat per l'Olimpíada Cultural el 1992, una selecció de dissenyadors i empreses vinculats a la ciutat de Barcelona van ser convocats a dissenyar i desenvolupar productes de mobiliari i equipament domèstic per a una posterior comercialització.
Aquest disseny és un dels que es van realitzar per al programa Casa Barcelona el 1992. A Josep Lluscà se li va encomanar el disseny d'’una chaise longue que havia de ser produïda per Oken, empresa amb la qual ja havia col·laborat diverses vegades.
La chaise longue va ser denominada Faventia perquè era part del nom llatí de Barcelona. Malgrat haver estat dissenyada l'any 1991 i comercialitzada el 1992, l'empresa Oken la manté encara al catàleg, ja que la considera una peça molt emblemàtica de la seva col·lecció com també van ser en el seu moment per a les respectives empreses productores les dissenyades per altres arquitectes i dissenyadors com Alvar Aalto, Marcel Breuer o Le Corbusier.

## Característiques
La chaise longue Faventia està constituïda per una estructura interna d'acer, escuma flexible injectada de poliuretà per al respatller i el seient, que pot anar entapissada en tela o pell, patins cromats lliscants i sòcols de fusta massissa amb topalls no lliscants a terra.
En plantejar-se aquest disseny, pensant en les dimensions dels habitatges actuals, Lluscà, sempre seguint la línia ergonòmica dels mobles d'oficina o dels seients de la indústria aeronàutica, va voler que el moble pogués ser substitut del tradicional sofà. Per això el va dotar d'un mecanisme frontissa entre el seient i el respatller, regulat per un cilindre de gas, com els que s'utilitzen en els mobles d'oficina, que permet variar sincrònicament les inclinacions i convertir la peça de manera ràpida i senzilla en un sofà de tres places, una butaca amb braç o fins i tot en un petit llit improvisat.
Gràcies a aquesta versatilitat, la comercialització del producte és més fàcil. També el senzill desmuntatge de les peces principals en facilita la construcció, el transport i l'emmagatzematge i, per tant, contribueix a la seva producció en sèrie i a assegurar-ne la comercialització a nivell mundial. Tot i això mai no ha estat una peça de grans tiratges, a causa de l'elevat preu, però la voluntat de l'empresa i del dissenyador de crear mobles d'oficina que siguin tan càlids com els de casa i la certesa que avui treball i oci no es poden deslligar, han fet que aquest disseny, tot i no haver estat pensat per a aquest sector, s'hagi venut també com a moble d'oficina, i això n'ha ampliat el potencial comercial.

## Presència a Museus
Es conserva un exemplar a la col·lecció permanent del Museu del Disseny de Barcelona, que va entrar a la col·lecció el 1994 com una donació d'Oken.

## Producció
- Oken, SA, Rubí, Barcelona, a partir de 1992